# 245
Cette page concerne l'année 245  du calendrier julien. Pour l'année 245 av. J.-C., voir 245 av. J.-C. Pour le nombre 245, voir 245 (nombre).
L'année 245 est une année commune qui commence un mercredi.

## Événements
- Invasion et ravages des Carpes en Mésie inférieure, en Thrace et en Macédoine. Le gouverneur Severianus, beau-frère de l'empereur Philippe l'Arabe, n'est pas en mesure de les arrêter[1].
- Début possible d'une campagne du roi de Perse Shapur Ier contre les Kouchans (245-248) ; les Sassanides annexent la partie nord-est de l’Empire kouchan (Kushanshahr)[2].

## Naissances
- 22 décembre : Dioclétien, empereur romain[3].

## Décès en 245
- Lu Xun, tacticien des Wu.